# At 1980
At 1980 es un grupo de synth pop formado en 2018 en Madrid (España) por el madrileño Adrián Quesada (sintetizador). El británico Josh Dally es quien suele poner voz a la mayoría de sus canciones, aunque no forma parte del grupo.

## Biografía
En 2017 Adrián Quesada era un baterista que llevaba años tocando versiones de otros artistas en diferentes bandas. Por esa época solía escuchar rock melódico de los años 80 en YouTube, hasta que la plataforma le sugirió la canción «Jason» de The Midnight, fue entonces cuando descubrió el synthwave. Según Quesada, esa música le dejó impactado, ya que era exactamente el sonido que había estado buscando durante muchos años, y eso le cambió la vida. Entonces compuso una canción de estilo synth pop llamada «Now», pero necesitaba a alguien que le pusiera voz, así contactó con Josh Dally y comenzaron a trabajar juntos. La experiencia fue tan satisfactoria que decidieron producir una segunda canción, «Have A Heart», y finalmente se decidieron por formar una banda y comenzar a preparar un álbum propio. Fue a Quesada a quien se le ocurrió el nombre de At 1980, por ser el año de su nacimiento y hacer referencia a la década en la que se inspiraban musicalmente. Por su parte, Josh Dally ya había trabajado con Ollie Wride, Timecop1983 e incluso salió de gira con FM-84. Fue Ollie Wride, amigo de Dally, quien sirvió de conexión entre la discográfica New Retro Wave y At 1980, de quienes les habló estupendamente. La productora escuchó las canciones del dueto y quedaron muy satisfechos, por lo que accedieron a firmarles un contrato. At 1980 ofreció su primera actuación en Madrid, en el año 2019, en un evento en el que se agotaron todas las entradas. Posteriormente también actuaron en otros lugares de Europa como Ámsterdam o Londres.
El 26 de junio de 2020 lanzaron A Thousand Lives, su primer álbum de estudio. Para este trabajo contaron con la colaboración de artistas como Dana Jean Phoenix, Timecop1983 y Camille Glémet. En palabras de Quesada: «Diría que la película Mr. Nobody de Jaco Van Dormael fue la principal inspiración. La idea de que detrás de cada decisión que tomas en la vida hay un sacrificio involucrado. Eliges un camino y, como consecuencia, otros caminos (vidas) ya no se van a vivir. La nostalgia de los 80 que impregna el álbum está muy arraigada en la nostalgia de ese tiempo sin preocupaciones donde aún no se habían tomado decisiones importantes y todas las opciones de la vida aún estaban disponibles.» El disco llegó al número 8 en la lista de música electrónica de iTunes en Estados Unidos y al 21 en la de Reino Unido. También fue número 1 en las listas de synthwave y de retrowave de Bandcamp, y alcanzó el puesto 17 en la lista global.
El 6 de agosto de 2021 publicaron su segundo álbum de estudio, Late Nights Calls, grabado en su mayoría en los Brighton Electric Studios de Brighton (Inglaterra). Allí también grabaron dos versiones en vivo de los sencillos «California Nights» y «Caroline». El disco alcanzó el sexto puesto en la lista electrónica de iTunes de Estados Unidos, llegó al número 1 en las listas de synthwave y de retrowave de Bandcamp, y al 8 en la lista global, superando así los registros del álbum anterior.

## Discografía

### Álbumes de estudio
- A Thousand Lives (2020)
- Late Nights Calls (2021)
- Forget to remember (2024)

### Sencillos
- «Northern» (2019)
- «A Thousand Lives» (2019)
- «Play It (On the Radio)» (2019)
- «In the Air» (2020)
- «Missing You» (2020)
- «Caroline» (2021)
- «Maria» (2021)
- «California Nights» (2021)
- «Back To Me» (2023)
- «Still In Love» (2024)
- «Pieces of Me» (2024)

### Videoclips
- «In the Air» (2020)
- «California Nights» [en vivo] (2021)
- «Caroline» [en vivo] (2021)